# Supercoppa UEFA 1995
La Supercoppa UEFA 1995 è stata la ventesima edizione della Supercoppa UEFA.
Si è svolta il 6 e 28 febbraio 1996 in gara di andata e ritorno tra la squadra vincitrice della Champions League 1994-1995, ovvero gli olandesi dell'Ajax, e la squadra vincitrice della Coppa delle Coppe 1994-1995, ossia gli spagnoli del Real Saragozza.
A conquistare il titolo è stato l'Ajax che ha pareggiato la gara di andata a Saragozza per 1-1 e ha vinto la gara di ritorno ad Amsterdam per 4-0.

## Partecipanti
| Squadre        | Qualificazione                                   | Partecipazioni precedenti (il grassetto indica la vittoria) |
| -------------- | ------------------------------------------------ | ----------------------------------------------------------- |
| Ajax           | Vincitrice della UEFA Champions League 1994-1995 | 2 (1973, 1987)                                              |
| Real Saragozza | Vincitrice della Coppa delle Coppe 1994-1995     | Nessuna                                                     |

## Tabellini

### Andata
| Arbitro: | Rémi Harrel |

|            |           |              |
| Aguado 28’ | Marcatori | 70’ Kluivert |

| Real Saragozza | Ajax |

| Real Saragozza (4-4-2) |    |                      |     |     |
|                        |    |                      |     |     |
| P                      | 1  | Juanmi               |     |     |
| D                      | 2  | Alberto Belsué (c)   |     |     |
| D                      | 3  | Jesús Ángel Solana   | 87’ |     |
| D                      | 4  | Luis Carlos Cuartero |     |     |
| D                      | 5  | Óscar                |     |     |
| C                      | 6  | Xavier Aguado        |     |     |
| C                      | 7  | Gustavo López        |     | 79’ |
| C                      | 8  | Nayim                | 40’ |     |
| A                      | 9  | Fernando Morientes   |     |     |
| C                      | 10 | Francisco Higuera    |     |     |
| A                      | 11 | Dani                 |     | 79’ |
| A disposizione:        |    |                      |     |     |
| D                      | 12 | Paqui                |     |     |
| P                      | 13 | Andoni Cedrún        |     |     |
| C                      | 14 | José Aurelio Gay     |     |     |
| C                      | 15 | Sergio Berti         |     | 79’ |
| A                      | 16 | Miguel Pardeza       |     | 79’ |
| Allenatore:            |    |                      |     |     |
| Víctor Fernández       |    |                      |     |     |

| Ajax (4-4-2)    |    |                    |     |     |
|                 |    |                    |     |     |
| P               | 1  | Edwin van der Sar  |     |     |
| D               | 2  | Michael Reiziger   |     |     |
| D               | 3  | Danny Blind (c)    |     |     |
| D               | 4  | Frank de Boer      |     |     |
| D               | 5  | Winston Bogarde    |     |     |
| C               | 6  | Arnold Scholten    | 81’ |     |
| C               | 7  | Finidi George      |     |     |
| C               | 8  | Kiki Musampa       |     | 54’ |
| A               | 9  | Patrick Kluivert   |     |     |
| A               | 10 | Jari Litmanen      |     | 63’ |
| C               | 11 | Ronald de Boer     | 38’ |     |
| A disposizione: |    |                    |     |     |
| P               | 12 | Fred Grim          |     |     |
| D               | 13 | Sonny Silooy       |     |     |
| C               | 14 | Dave van den Bergh |     | 54’ |
| A               | 15 | Nwankwo Kanu       |     |     |
| A               | 16 | Nordin Wooter      | 80’ | 63’ |
| Allenatore:     |    |                    |     |     |
| Louis van Gaal  |    |                    |     |     |

### Ritorno
| Arbitro: | Leslie Mottram |

|                                                     |           |  |
| Bogarde 43’ Finidi 54’ Blind 65’ (rig.), 69’ (rig.) | Marcatori |  |

| Ajax | Real Saragozza |

| Ajax (4-3-3)    |    |                    |     |     |
|                 |    |                    |     |     |
| P               | 1  | Edwin van der Sar  |     |     |
| D               | 2  | Michael Reiziger   |     |     |
| D               | 3  | Danny Blind (c)    |     |     |
| D               | 4  | Frank de Boer      | 26’ |     |
| D               | 5  | Winston Bogarde    |     |     |
| C               | 6  | Arnold Scholten    |     | 79’ |
| C               | 7  | Finidi George      |     | 71’ |
| C               | 8  | Edgar Davids       |     |     |
| A               | 9  | Nwankwo Kanu       |     |     |
| A               | 10 | Patrick Kluivert   |     | 71’ |
| C               | 11 | Sonny Silooy       |     |     |
| A disposizione: |    |                    |     |     |
| P               | 12 | Fred Grim          |     |     |
| C               | 13 | Rob Gehring        |     | 71’ |
| C               | 14 | Kiki Musampa       |     |     |
| A               | 15 | Andrij Demčenko    |     | 71’ |
| C               | 16 | Dave van den Bergh |     | 79’ |
| Allenatore:     |    |                    |     |     |
| Louis van Gaal  |    |                    |     |     |

| Real Saragozza (4-4-2) |    |                      |     |     |
|                        |    |                      |     |     |
| P                      | 1  | Andoni Cedrún        | 64’ |     |
| D                      | 2  | Alberto Belsué (c)   |     |     |
| D                      | 3  | Jesús García Sanjuán |     |     |
| D                      | 4  | Fernando Cáceres     |     |     |
| D                      | 5  | Óscar                | 68’ |     |
| C                      | 6  | Xavier Aguado        |     |     |
| C                      | 7  | Gustavo López        | 30’ | 63’ |
| C                      | 8  | Santiago Aragón      |     |     |
| A                      | 9  | Fernando Morientes   |     | 81’ |
| C                      | 10 | Francisco Higuera    |     | 65’ |
| A                      | 11 | Dani                 |     |     |
| A disposizione:        |    |                      |     |     |
| D                      | 12 | Luis Carlos Cuartero |     | 81’ |
| P                      | 13 | José Belman          |     | 65’ |
| D                      | 14 | Paqui                |     |     |
| C                      | 15 | José Aurelio Gay     |     | 63’ |
| C                      | 16 | Sergio Berti         |     |     |
| Allenatore:            |    |                      |     |     |
| Víctor Fernández       |    |                      |     |     |